# Freyella pacifica
Freyella pacifica is een tienarmige zeester uit de familie Freyellidae.
De wetenschappelijke naam van de soort werd in 1905 gepubliceerd door Hubert Ludwig. De beschrijving was gebaseerd op één exemplaar dat in oktober 1899 tijdens een onderzoekstocht met het schip Albatross was opgedregd van een diepte van 1485 meter bij de Tuamotuarchipel.